# 島田朋尚
島田 朋尚（しまだ ともひさ、1978年6月17日 - ）は、日本の舞台俳優、声優。元氣プロジェクトの芸能部が分離して設立されたワイスプロダクションを主宰。その後、再度元氣プロジェクトに戻る。舞台の脚本も手掛けている。

## 出演作品
※太字は、主役・メインキャラクター

### テレビアニメ
2015年
- GANGSTA.（チンピラ、組員）
- 城下町のダンデライオン（医者）

### 劇場アニメ
- 劇場版 NARUTO -ナルト- 大激突!幻の地底遺跡だってばよ

### 吹き替え
- 18・29〜妻が突然18才!?（カン・サンヨン〈リュ・スヨン〉）

### Web
- 夜遊びメールバトル 木曜日MC
- あっ!とおどろく放送局

### ドラマCD
- 落語CDドラマ～三つの愛～（生駒屋、麹町の旦那、薮井竹庵）

### ナレーション
- タカラトミー VPナレーション

### 舞台
- 劇団しゅうくりー夢 作品
- 劇団ヘロヘロQカムパニー 作品
  - 第32回公演「無限の住人」（2016年、尺良 役）脚本も担当
  - 第36回公演「無限の住人 完結編」（2018年、尺良 役）関智一と共同で脚本も担当
  - 第38回公演「冒険秘録 菊花大作戦」（2019年、ロジェントスキー 役）
  - 第39回公演「立て！マジンガーZ!!」（2022年12月4日、こくみん共済 coop ホール／スペース・ゼロ、兜十蔵 役）

## 脚本作品

### 舞台
- 劇団しゅうくりー夢
- 劇団ヘロヘロQカムパニー

### ライブショー
- 恐竜ライブディノサファリ　構成・総合演出も担当